# (13606) Bean
(13606) Bean ist ein Asteroid des Hauptgürtels, der am 11. September 1994 von Astronomen der Spacewatch am Steward Observatory (IAU-Code 691) auf dem Kitt Peak in Arizona entdeckt wurde.
Der Himmelskörper wurde am 18. März 2003 nach dem US-amerikanischen Astronauten Alan LaVern Bean (1932–2018) benannt, der als Pilot der Mondfähre von Apollo 12 der vierte Mensch auf dem Mond war und später als Kommandant von Skylab 3 für kurze Zeit einen Langzeitweltrekord aufstellte.